# Du wahrer Gott und Davids Sohn
Du wahrer Gott und Davids Sohn (BWV 23) ist eine Kirchenkantate von Johann Sebastian Bach. Er komponierte sie in Köthen für den Sonntag Estomihi und führte sie in Leipzig erstmals am 7. Februar 1723 auf.

## Geschichte und Worte
Bach schrieb die Kantate für den Sonntag Estomihi. Es ist der Sonntag vor Aschermittwoch und damit der letzte Sonntag vor Karfreitag, an dem eine Kantate aufgeführt wurde, da in Leipzig während der Passionszeit tempus clausum eingehalten wurde. Diese Kantate war 1723 zusammen mit Jesus nahm zu sich die Zwölfe (BWV 22) ein Probestück für Bachs Bewerbung um das Amt des Thomaskantors. Bach führte – wie zuvor sein Mitbewerber Christoph Graupner – zwei Kantaten beim Gottesdienst auf.
Für eine weitere Aufführung am 20. Februar 1724 hat er die Kantate überarbeitet.
Die vorgeschriebenen Lesungen für den Sonntag waren 1 Kor 13,1–13  und Lk 18,31–43 , die Heilung eines Blinden und damit verbunden die Ankündigung des Leidens in Jerusalem. Der unbekannte Textdichter geht zunächst nur auf die Blindenheilung ein und leitet nur durch den Schlusschoral zur Passion über. Der Ruf des Blinden „Du Sohn Davids“ wird als ein Christusbekenntnis verstanden. Im dritten Satz wird verallgemeinert, dass nicht nur die Augen des Blinden, sondern „aller Augen“ auf Heilung warten, in Anlehnung an Ps 145,15 .
1725 übernahm Bach den Schlusschoral Christe, du Lamm Gottes als Schlusschor der zweiten Fassung seiner Johannes-Passion.

## Besetzung und Aufbau
Die Kantate ist besetzt mit drei Solisten (Sopran, Alt und Tenor), vierstimmigem Chor, Zink, drei Posaunen, zwei Oboen, zwei Violinen, Viola und Basso continuo.
1. Aria (Sopran, Alt, Oboen): Du wahrer Gott und Davids Sohn
2. Recitativo (Tenor): Ach! gehe nicht vorüber
3. Coro: Aller Augen warten, Herr
4. Choral: Christe, du Lamm Gottes

## Musik
Der erste Satz ist ein Duett, in dem die Singstimmen den Triosatz von zwei Oboen und Continuo zum Quintett erweitern. Die Stimmen, die häufig kanonisch geführt sind, steigen auf die Worte „mein Herzeleid“ chromatisch auf, während die Worte „erbarm dich mein“ in chromatischen Seufzerfiguren einer Stimme zu einem Halteton der anderen Stimme ausgedrückt werden.
Der zweite Satz ist ein Rezitativ, zu dem die beiden Oboen und die Violine I in langen Noten vorausweisend die Choralmelodie des Schlusschorals Christe, du Lamm Gottes spielen.
Der dritte Satz, ein homophoner Tanzsatz, erinnert an weltliche Kantaten der Köthener Zeit. Die Zwischenteile sind durchweg als Duett von Tenor und Bass angelegt.
Im dreistrophigen Schlusschoral vertont Bach das deutsche Agnus Dei aus der Lutherischen Messe, in jeweils unterschiedlichen Versionen. Die Verstärkung der Gesangsstimmen durch einen Bläserchor aus Zink und Posaunen verleiht dem Schlusssatz einen feierlichen Charakter.

## Einspielungen
LP/CD
- J.S. Bach: Cantatas BWV 23 & BWV 159. Kurt Thomas, Frankfurter Kantorei, Deutsche Bachsolisten, Ursula Buckel, Eva Bornemann, Johannes Hoefflin. Cantate 1962.
- Bach Cantatas Vol. 2 – Easter. Karl Richter, Münchener Bach-Chor, Münchener Bach-Orchester, Edith Mathis, Anna Reynolds, Peter Schreier. Archiv, 1974.
- Les Grandes Cantates de J.S. Bach Vol. 29. Fritz Werner, Heinrich-Schütz-Chor Heilbronn, Württembergisches Kammerorchester Heilbronn, Ingeborg Reichelt, Barbara Scherler, Friedrich Melzer. Erato, 1973.
- J.S. Bach: Das Kantatenwerk – Sacred Cantatas Vol. 2. Gustav Leonhardt, Tölzer Knabenchor, King’s College Choir, Leonhardt-Consort, Knabensopran, Paul Esswood, Marius van Altena. Teldec, 1973.
- Die Bach Kantate Vol. 28. Helmuth Rilling, Gächinger Kantorei, Bach-Collegium Stuttgart, Arleen Augér, Helen Watts, Aldo Baldin, Niklaus Tüller. Hänssler, 1977.
- J.S. Bach: Complete Cantatas Vol. 3. Ton Koopman, Amsterdam Baroque Orchestra & Choir, Barbara Schlick, Elisabeth von Magnus, Paul Agnew. Antoine Marchand, 1995.
- J.S. Bach: Cantatas Vol. 8 – Leipzig Cantatas. Masaaki Suzuki, Bach Collegium Japan, Midori Suzuki, Yoshikazu Mera, Gerd Türk. BIS, 1998.
- Bach Edition Vol. 5 – Cantatas Vol. 2. Pieter Jan Leusink, Holland Boys Choir, Netherlands Bach Collegium, Ruth Holton, Sytse Buwalda, Nico van der Meel. Brilliant Classics
- Bach Cantatas Vol. 21: Cambridge/Walpole St Peter. John Eliot Gardiner, Monteverdi Choir, Chöre von Clare und Trinity Colleges, English Baroque Soloists, Ruth Holton, Claudia Schubert, James Oxley. Soli Deo Gloria, 2000.
- J.S. Bach: Cantatas for the Complete Liturgical Year Vol. 6 (Sexagesima and Estomihi Sundays). Sigiswald Kuijken, La Petite Bande, Siri Thornhill, Petra Noskaiova, Marcus Ullmann, Jan van der Crabben. Accent, 2007.
- J.S. Bach: Jesus, deine Passion. Philippe Herreweghe, Collegium Vocale Gent, Dorothee Mields, Petra Noskaiova, Matthew White, Jan Kobow. Harmonia Mundi France, 2007.
- Leipzig 1723, Telemann, Graupner, Bach. Ælbgut, Capella Jenensis. ACCENTUS Music, 2023.

DVD
- Du wahrer Gott und Davids Sohn. Rudolf Lutz, Chor und Orchester der J. S. Bach-Stiftung, Miriam Feuersinger, Markus Forster, Jens Weber, Fabrice Hayoz, Gallus Media, St. Gallen 2010